# 쿵후 선생
《쿵후 선생》(推手, Pushing Hands)은 대만에서 제작된 이안 감독의 1992년 드라마, 가족 영화이다. 랑웅 등이 주연으로 출연하였고 정수지 등이 제작에 참여하였다.

## 출연

### 주연
- 랑웅
- 왕래

### 조연
- 진첩문
- 뎁 스나이더

## 기타
- 배역: 웬디 이팅거

## KBS 성우진 (1999년 5월 8일)
- 안종국 - 아버지(주노인) (랑웅)
- 홍성헌 - 알렉스
- 안경진 - 마샤 (뎁 스나이더)
- 김정희 - 진여사 (왕래)
- 김정주 - 제레미
- 최옥희
- 이진화
- 신흥철
- 서윤석
- 이윤정
- 김경수
- 임미진